# رواضي
 رواضي (بالإنجليزية: ROUADI) هي جماعة قروية تابعة لإقليم الحسيمة ضمن جهة - طنجة الحسيمة تطوان - بالمغرب. بلغ مجموع عدد سكان رواضي  حسب إحصاءات 2004 حوالي 8092 نسمة من بينهم 3 أجانب يعيشون في 1467 أسرة.

## إحصاء عام
| السنة | عدد السكان | عدد الأسر | عدد الأجانب |
| ----- | ---------- | --------- | ----------- |
| 1994  | 9231       | 1484      | °°°°        |
| 2004  | 8092       | 1467      | 3           |